# Tony Skyrme
Tony Hilton Royle Skyrme est un physicien théorique britannique né le 5 décembre 1922 à Lewisham et mort le 25 juin 1987. Sa notoriété au XXIe siècle est principalement liée à sa découverte théorique d'une (quasi)particule représentant, en magnétisme, un vortex de spin, le skyrmion. En 1985, Skyrme est lauréat de la médaille Hughes de la Royal Society.

## Biographie

### Enfance et études
Tony Skyrme est né dans un quartier de Londres, Lewisham. Il est le fils de John Hilton Royle Skyrme, employé de banque et de Muriel May née Robert. D'abord pensionnaire de l'internat de Lewisham, il intègre ensuite, grâce à une bourse, le prestigieux collège d'Eton puis le Trinity College de Cambridge où il suit le Mathematical Tripos.

### Activités durant la seconde guerre mondiale
Après l'obtention de son diplôme en 1943, il est recruté par Rudolf Peierls pour travailler sur le projet de bombe atomique britannique connu sous le nom de code Tube Alloys Directorate.
Dans ce cadre, Skyrme s'intéresse principalement à deux sujets pratiques:
- les corrections géométriques pour des objets de taille finie appliquées à les problèmes de diffusion des neutrons[3]
- la diffusion des gaz pour l'enrichissement d'uranium

Skyrme a également été membre de la mission britannique se rendant Los Alamos en 1944 pour participer au Projet Manhattan.

### Carrière scientifique
Pour son engagement durant la guerre, une position à Oxford lui est proposée mais il décide de suivre Peierls à l'université de Birmingham. 

En 1948, il intègre le Massachusetts Institute of Technology puis en 1949, l'Institute for Advanced Study à Cambridge.

Entre 1950 et 1961, à son retour au Royaume-Uni, Skyrme travaille pour l'établissement de recherche atomique d'Harwell.
À partir de 1954, il y prend la direction du groupe de Physique Théorique Nucléaire. À ce poste, il réalise deux contributions théoriques majeures pour la physique nucléaire:
- le moyen d'exprimer les forces de courte portée dans un problème à trois corps.
- une approximation puissante des forces nucléaires connue comme modèle de Skyrme[4]

Skyrme meurt le 25 juin 1987 à l’hôpital de Selly Oak à Birmingham, d'une embolie après une opération de routine.

## Production scientifique
- (en) T.H.R. Skyrme, « A Non-Linear Field Theory », Proceedings of the Royal Society of London A: Mathematical, Physical and Engineering Sciences, vol. 266, no 1300,‎ 7 février 1961, p. 127 (lire en ligne)
- (en) T.H.R. Skyrme, « A unified field theory of mesons and baryons », Nuclear Physics, vol. 31,‎ 1962, p. 556 (lire en ligne)
- (en) T.H.R. Skyrme, « The effective nuclear potential », Nuclear Physics, vol. 9, no 4,‎ 1958, p. 615 (lire en ligne)
- (en) T.H.R. Skyrme, « The nuclear surface », Philosophical Magazine, vol. 1, no 11,‎ 1956, p. 1043 (lire en ligne)
- (en) T.H.R. Skyrme, « A non-linear theory of strong interactions », Proceedings of the Royal Society of London A: Mathematical, Physical and Engineering Sciences, vol. 247, no 1249,‎ 1958, p. 260 (lire en ligne)
- (en) T.H.R. Skyrme, « Kinks and the Dirac equation », Journal of Mathematical Physics, vol. 12, no 8,‎ 1971, p. 1735 (lire en ligne)
- (en) T.H.R. Skyrme, « The spin-orbit interaction in nuclei », Nuclear Physics, vol. 9, no 4,‎ 1958, p. 635 (lire en ligne)